# Florian Kath
Florian Kath (Balingen, 1994. október 21. –) német labdarúgó, a Magdeburg játékosa.

## Pályafutása
A Balingen csapatában nevelkedett és hamar alapembere lett klubjának. 2013 nyarán csatlakozott az SC Freiburg második csapatához, ahol 69 bajnokin lépett pályára és ezeken a mérkőzéseken 11 gólt szerzett. 2015. február 15-én mutatkozott be az első csapatban a Hertha BSC elleni első osztályú bajnoki mérkőzésen, a 82. percben Maximilian Philipp cseréjeként. A 2016–17-es szezont kölcsönben a Magdeburg csapatánál töltötte, amely a harmadosztályban szerepelt. 2016. július 31-én az SC Fortuna Köln ellen mutatkozott be új csapatában. 2016. február 17-én szerezte meg első gólját a VfL Osnabrück ellen. Március 25-én a Holstein Kiel ellen volt eredményes. Május 20-án az utolsó fordulóban megszerezte szezonbeli 3. gólját a Sportfreunde Lotte ellen, majd visszatért a Freiburg csapatához. 2017. november 25-én megszerezte első gólját az 1. FSV Mainz 05 elleni bajnoki mérkőzésen a Freiburg játékosaként. A 2020-21-es szezonra ismét kölcsönbe került a Magdeburg csapatához, majd 2021 nyarán végleg szerződtették.

## Sikerei, díjai
- Freiburg
  - Bundesliga 2: 2015-16

- Magdeburg
  - 3. Liga: 2021-22